# إدوينا إيوستس ديك
إدوينا إيوستس ديك (بالإنجليزية: Edwina Eustis Dick)‏ هي مغنية ومغنية أوبرا أمريكية، ولدت في 1909 في نيويورك في الولايات المتحدة، وتوفيت في 3 مارس 1997.